# 46e Assemblée générale de l'Île-du-Prince-Édouard
La 46e Assemblée générale de l'Île-du-Prince-Édouard fut en séance du 24 février 1948 au 31 mars 1951. Le Parti libéral dirigé par John Walter Jones forma le gouvernement.
Eugene Cullen fut élu président. Forest W. Phillips remplace Cullen comme président en 1949.
Il y eut cinq sessions à la 46e Assemblée générale :
| Session | Début            | Fin              |
| ------- | ---------------- | ---------------- |
| 1re     | 24 février 1948  | 25 mars 1948     |
| 2e      | 22 février 1949  | 23 mars 1949     |
| 3e      | 27 février 1950  | 30 mars 1950     |
| 4e      | 7 septembre 1950 | 29 novembre 1950 |
| 5e      | 6 mars 1951      | 30 mars 1951     |

## Membres

### Kings
| Circonscription | Membre de l'assemblée | Membre de l'assemblée             | Parti        | Conseiller | Conseiller                                              | Parti        |
| --------------- | --------------------- | --------------------------------- | ------------ | ---------- | ------------------------------------------------------- | ------------ |
| 1er Kings       |                       | John R. McLean                    | Conservateur |            | Thomas Joseph Kickham Melvin J. Brenton St. John (1949) | Libéral      |
| 2e Kings        |                       | Harry H. Cox Harvey Douglas(1950) | Conservateur |            | R. L. Burge                                             | Conservateur |
| 3e Kings        |                       | Joseph G. Campbell                | Libéral      |            | Keir Clark                                              | Libéral      |
| 4e Kings        |                       | John A. Campbell Daniel A. MacRae | Libéral      |            | Alexander Wallace Matheson                              | Libéral      |
| 5e Kings        |                       | William Hughes                    | Libéral      |            | George E. Saville                                       | Libéral      |

### Prince
| Circonscription | Membre de l'assemblée | Membre de l'assemblée                        | Parti   | Conseiller | Conseiller                            | Parti   |
| --------------- | --------------------- | -------------------------------------------- | ------- | ---------- | ------------------------------------- | ------- |
| 1er Prince      |                       | J. Hector Richard                            | Libéral |            | Fred C. Ramsay                        | Libéral |
| 2e Prince       |                       | George Hilton Barbour Walter E. Darby (1949) | Libéral |            | Forrest W. Phillips                   | Libéral |
| 3e Prince       |                       | J. Wilfred Arsenault                         | Libéral |            | Thomas M. Linkletter                  | Libéral |
| 4e Prince       |                       | C. Cleveland Baker                           | Libéral |            | Horace Wright J. George MacKay (1949) | Libéral |
| 5e Prince       |                       | Carrol W. Delaney                            | Libéral |            | Lorne MacFarlane                      | Libéral |

### Queens
| Circonscription | Membre de l'assemblée | Membre de l'assemblée | Parti        | Conseiller | Conseiller             | Parti        |
| --------------- | --------------------- | --------------------- | ------------ | ---------- | ---------------------- | ------------ |
| 1er Queens      |                       | Frederic Large        | Libéral      |            | W. F. Alan Stewart     | Libéral      |
| 2e Queens       |                       | J. Philip Matheson    | Conservateur |            | Reginald Bell          | Conservateur |
| 3e Queens       |                       | Russell Charles Clark | Libéral      |            | Eugene Cullen          | Libéral      |
| 4e Queens       |                       | Dougald MacKinnon     | Libéral      |            | John Walter Jones      | Libéral      |
| 5e Queens       |                       | David L. Matheson     | Conservateur |            | William J.P. MacMillan | Conservateur |